# Omphalotropis costulata
Omphalotropis costulata е вид коремоного от семейство Assimineidae.

## Разпространение
Видът е разпространен във Фиджи.